# Chlorid neptunitý
Chlorid neptunitý je anorganická sloučenina s chemickým vzorcem NpCl3.

## Příprava
Chlorid neptunitý lze připravit redukcí chloridu neptuničitého amoniakem při teplotě 350 - 1000 °C nebo vodíkem při teplotě 450 °C:
2 NpCl4 + H2 → 2 NpCl3 + 2 HCl

## Vlastnosti
Chlorid neptunitý se hydrolyzuje při teplotě 450 °C za vzniku chloridu-oxidu neptunitého (NpOCl). Je silně radioaktivní. 
Chlorid neptunitý je zelená pevná látka s teplotou tání 800 °C. Krystalizuje v hexagonální soustavě, izotypu chloridu uranitého, s prostorovou grupou P63/m (číslo 176) a parametry mřížky a = 740,5 pm, c = 427,3 pm a dvěma molekulami na elementární buňku. Každý atom neptunia je obklopen devíti atomy chloru.